# Grande Prémio Internacional CTT Correios de Portugal 2007
Il Grande Prémio Internacional CTT Correios de Portugal 2007, ottava edizione della corsa, si svolse dal 14 al 17 giugno su un percorso di 704 km ripartiti in 4 tappe, con partenza a Santo Tirso e arrivo a Águeda. Fu vinto dal portoghese Pedro Cardoso della LA-MSS davanti al suo connazionale André Moreira Vital e allo spagnolo Eladio Jiménez.

## Tappe
| Tappa  | Data      | Percorso                             | km    | Vincitore di tappa  | Leader cl. generale |
| ------ | --------- | ------------------------------------ | ----- | ------------------- | ------------------- |
| 1ª     | 14 giugno | Santo Tirso > Póvoa de Varzim        | 197,6 | Enrico Degano       | Enrico Degano       |
| 2ª     | 15 giugno | Póvoa de Varzim > Oliveira do Bairro | 196   | Tyler Farrar        | Tyler Farrar        |
| 3ª     | 16 giugno | Aveiro > Torre                       | 153,2 | André Moreira Vital | André Moreira Vital |
| 4ª     | 17 giugno | Viseu > Águeda                       | 156,9 | José Azevedo        | Pedro Cardoso       |
| Totale | Totale    | Totale                               | 704   |                     |                     |

## Dettagli delle tappe

### 1ª tappa
- 14 giugno: Santo Tirso > Póvoa de Varzim – 197,6 km

| Pos. | Corridore         | Squadra     | Tempo    |
| ---- | ----------------- | ----------- | -------- |
| 1    | Enrico Degano     | Barloworld  | 4h48'52" |
| 2    | Tyler Farrar      | Cofidis     | s.t.     |
| 3    | Mychajlo Chalilov | C. Flaminia | s.t.     |

| Pos. | Corridore     | Squadra    | Tempo    |
| ---- | ------------- | ---------- | -------- |
| 1    | Enrico Degano | Barloworld | 4h48'42" |
| 2    | Isidro Nozal  | Karpin     | a 1"     |
| 3    | Tyler Farrar  | Cofidis    | a 4"     |

### 2ª tappa
- 15 giugno: Póvoa de Varzim > Oliveira do Bairro – 196 km

| Pos. | Corridore     | Squadra    | Tempo    |
| ---- | ------------- | ---------- | -------- |
| 1    | Tyler Farrar  | Cofidis    | 5h06'37" |
| 2    | Robert Hunter | Barloworld | s.t.     |
| 3    | Diego Milán   | G. Mateos  | s.t.     |

| Pos. | Corridore     | Squadra    | Tempo    |
| ---- | ------------- | ---------- | -------- |
| 1    | Tyler Farrar  | Cofidis    | 9h55'13" |
| 2    | Enrico Degano | Barloworld | a 6"     |
| 3    | Isidro Nozal  | Karpin     | a 7"     |

### 3ª tappa
- 16 giugno: Aveiro > Torre – 153,2 km

| Pos. | Corridore           | Squadra  | Tempo    |
| ---- | ------------------- | -------- | -------- |
| 1    | André Moreira Vital | Madeinox | 4h23'06" |
| 2    | Eladio Jiménez      | Karpin   | a 3"     |
| 3    | Xavier Tondó        | LA-MSS   | s.t.     |

| Pos. | Corridore           | Squadra  | Tempo     |
| ---- | ------------------- | -------- | --------- |
| 1    | André Moreira Vital | Madeinox | 14h18'25" |
| 2    | Eladio Jiménez      | Karpin   | a 7"      |
| 3    | Xavier Tondó        | LA-MSS   | a 9"      |

### 4ª tappa
- 17 giugno: Viseu > Águeda – 156,9 km

| Pos. | Corridore     | Squadra    | Tempo    |
| ---- | ------------- | ---------- | -------- |
| 1    | José Azevedo  | Benfica    | 3h49'35" |
| 2    | Pedro Cardoso | LA-MSS     | s.t.     |
| 3    | Tiago Machado | Riberalves | a 5"     |

| Pos. | Corridore           | Squadra  | Tempo     |
| ---- | ------------------- | -------- | --------- |
| 1    | Pedro Cardoso       | LA-MSS   | 18h08'29" |
| 2    | André Moreira Vital | Madeinox | s.t.      |
| 3    | Eladio Jiménez      | Karpin   | a 7"      |

## Classifiche finali

### Classifica generale
| Pos. | Corridore           | Squadra      | Tempo     |
| ---- | ------------------- | ------------ | --------- |
| 1    | Pedro Cardoso       | LA-MSS       | 18h08'29" |
| 2    | André Moreira Vital | Madeinox     | s.t.      |
| 3    | Eladio Jiménez      | Karpin       | a 7"      |
| 4    | Xavier Tondó        | LA-MSS       | a 9"      |
| 5    | Vitor Rodrigues     | Liberty Seg. | a 15"     |
| 6    | José Rodrigues      | Vitoria-ASC  | a 16"     |
| 7    | Ángel Vázquez       | LA-MSS       | a 29"     |
| 8    | Antonio de Jesus    | Liberty Seg. | a 33"     |
| 9    | Vicente Ballester   | Fuertevent.  | a 38"     |
| 10   | Jordi Grau          | Liberty Seg. | s.t.      |